# Villarvolard
Villarvolard är en ort i kommunen Corbières i kantonen Fribourg, Schweiz. Villarvolard var tidigare en egen kommun, men den 1 januari 2011 inkorporerades Villarvolard i Corbières.